# Gottlieb Becker (Admiral)
Gottlieb Becker (* 8. Januar 1852 in Wismar; † 25. November 1910 in Berlin) war ein deutscher Konteradmiral der Kaiserlichen Marine.

## Leben
Gottlieb Becker trat am 11. April 1869 in Kaiserliche Marine ein und war nach seiner Ausbildung in verschiedenen Verwendungen Seeoffizier und Stabsoffizier. Als Korvettenkapitän war er zwischen September 1892 bis Oktober 1893 Kommandant des zur Bussard-Klasse gehörenden Kreuzers IV. Klasse Falke. Die Falke lief in der Folge Dahomey an, wo es aufgrund der französischen Eroberungen zu Unruhen gekommen war. Unter anderem waren auch zwei deutsche Kaufleute gefangen genommen worden. Über deren Freilassung verhandelte der Becker, in der zweiten Dezemberhälfte erfolglos. Am 31. Dezember 1892 erreichte die Falke Duala im deutschen Schutzgebiet Kamerun und traf dort mit der Hyäne zusammen, dem zweiten Stationsschiff auf der Westafrikanischen Station. 1893 entdeckte er eher zufällig die Wappensäule vom Kreuzkap, als er während einer Vermessungsfahrt auf Wassersuche war, nahm sie an Bord und ließ sie zum Reichsmarinehafen Kiel verschiffen. Das Gebiet gehörte seit 1884 zu Deutsch-Südwestafrika und war damit Teil des deutschen Kolonialreiches.
Als Korvettenkapitän, später Kapitän zur See, war er von September 1896 bis Juni 1898 Kommandant der Kreuzerkorvette Arcona und besuchte im Gefolge des Kreuzergeschwaders vom 11. bis zum 23. Juli 1897 das neu gegründete Kaiserreich Korea. Bis zur erneuten Außerdienststellung am 19. September 1900 war er ab September 1898 Kommandant der Blücher. Als die Blücher am 2. April 1901 wieder, nun das letzte Mal in Dienst gestellt wurde, war er bis September 1902 der Kommandant. Zwischenzeitlich war er von September 1900 bis April 1901 Kommandant der Friedrich Carl. Als Nachfolger von Fregattenkapitän Bernhard Meyeringh wurde Becker im September 1902 Direktor der Kaiserlichen Torpedowerkstatt Friedrichsort und wurde in dieser Position zum Konteradmiral befördert. Bis zu seiner Ablösung durch Kapitän zur See Heinrich Stromeyer im Juni 1904 verblieb er in dieser Position.